# هالینا کوسوبودزکا
هالینا کوسوبودزکا (لهستانی: Halina Kossobudzka؛ ‏ ۲۹ اوت ۱۹۲۰ – ۲۶ ژوئیهٔ ۱۹۹۴) بازیگر اهل لهستان بود.
او مابین سال‌های ۱۹۶۱ تا ۱۹۸۷ در ۲۰ فیلم سینمایی و تلویزیونی بازی کرد که از آن میان، می‌توان به سفری برای یک لبخند، به‌دور از جاده، ترانه عاشقانه‌ای برای یانوشک، چهل‌ساله ، قماری بالاتر از زندگی و حقیقت اشاره کرد.